# Saint-Clément-de-Rivière
Saint-Clément-de-Rivière is een gemeente in het Franse departement Hérault (regio Occitanie). De gemeente werd op 1 januari 2017 overgeheveld van het arrondissement Montpellier naar het arrondissement Lodève. Saint-Clément-de-Rivière telde op 1 januari 2022 5.140 inwoners.

## Geografie
De oppervlakte van Saint-Clément-de-Rivière bedroeg op 1 januari 2022 12,73 vierkante kilometer; de bevolkingsdichtheid was toen 403,8 inwoners per km².
Het grondgebied heeft een bijzondere vorm: het bestaat uit twee vierhoeken, verbonden door een smalle strook met twee wegen. Er is geen echt historisch centrum.

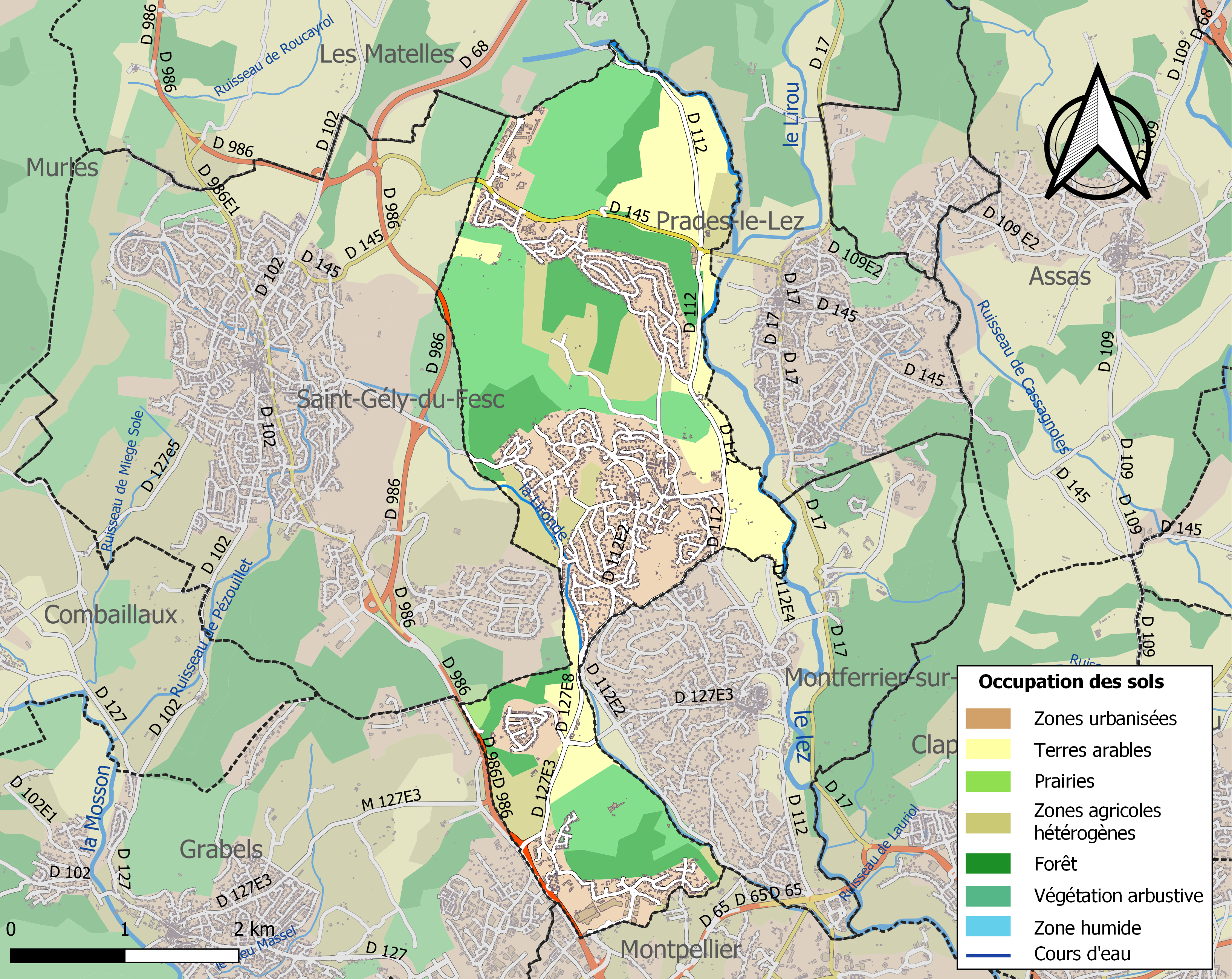
Kaart van de gemeente met belangrijkste infrastructuur, bodemgebruik en omliggende gemeenten

## Demografie
Onderstaande figuur toont het verloop van het inwonertal (bron: INSEE-tellingen).